# بهترین سال‌های زندگی ما
بهترین سال‌های زندگی ما (به انگلیسی: The Best Years of Our Lives) فیلمی درام به کارگردانی ویلیام وایلر محصول سال ۱۹۴۶ کشور ایالات متحدهٔ آمریکا است.
فیلمنامهٔ این فیلم سیاه و سفید را رابرت ای شروود بر اساس کتابی به همین اثر مک‌کینلی کانتر نوشته‌است. این فیلم (که هنگام تولید با نام‌های «دوباره در خانه» و «افتخاری برای من» هم خوانده می‌شد) مثل تعداد دیگری از فیلم‌های ویلیام وایلر، برای تعریف قصهٔ خود از یک زمان طولانی بهره گرفته‌است.

## خلاصهٔ داستان
سه سرباز وظیفهٔ آمریکایی به‌نام‌های آل (فردریک مارچ)، فرد (دینا اندروز) و هومر (هارولد راسل)، پس از پایان جنگ جهانی دوم از جبهه ژاپن به  زادگاهشان شهر خیالی بون بازمی‌گردند تا زندگی جدیدی را آغاز کنند...

## نظر بیلی وایلدر درباره فیلم
بیلی وایلدر کارگردان مشهور اتریشی - آمریکایی درباره ی بهترین سال‌های زندگی ما گفته است : «تا به حال پیش نیامده بود ، که فیلمی شروع شود و بعد از گذشت تنها سه دقیقه از فیلم خود را محو اشک هایم بیابم و تا بیش از دو ساعت بعد از فیلم، به اشک ریختن ادامه و ادامه دهم و فیلمی که مرا اینطور دگرگونه کرد ، بهترین سال های زندگی ما بود و سکانس آغازین آن، همان لحظه ای که آن مرد، بدون دستانش به خانه برمی‌گردد و پشت به دوربین می ایستد و خانواده ش به سمتش می آیند. من از دست رفتم و نابود شدم. باورم کنید، من آدمی نیستم که به راحتی تحت تاثیر قرار بگیرم.{مکث} من به هملت خندیده ام.»

## بازیگران
- میرنا لوی در نقش میلی استفنسن
- فردریک مارچ در فیلم نقش آل استفنسن
- دانا اندروز در نقش فرد دری
- ترزا رایت در نقش پکی استفنسن
- ویرجینیا میو در نقش مری دری
- هارولد راسل در نقش هومر پاریش
- کتی اودانل در نقش ویلما کامرون
- هوگی کارمایکل در نقش عمو بوچ
- گلادیس جرج در نقش هورتنس دری
- رومن بونن در نقش پت دری
- ری کالینز در نقش آقای میلتن
- مینا گامبل در نقش خانم پاریش
- ارل هاجینز
- هال کی. داسون
- ادوارد اِرل
- بیلی اِنگِل
- لستر دُر

## جوایز

### نوزدهمین دوره جوایز اسکار1947
1. برندهٔ جایزه اسکار بهترین فیلم - ساموئل گلدوین
2. برندهٔ جایزه اسکار بهترین کارگردانی - ویلیام وایلر
3. برندهٔ جایزه اسکار بهترین بازیگر نقش اول مرد - فردریک مارچ
4. برندهٔ جایزه اسکار بهترین فیلم‌نامه اقتباسی - رابرت ای شروود
5. برندهٔ جایزه اسکار بهترین بازیگر نقش مکمل مرد - هارولد راسل
6. برندهٔ جایزه اسکار بهترین تدوین فیلم - هوگو فریدهوفر
7. نامزد جایزه اسکار بهترین - گوردون ای. سایر
8. برندهٔ جایزه اسکار یادبود ایروینگ جی. تالبرگ - هارولد راسل
9. برندهٔ جایزه اسکار افتخاری - ساموئل گلدوین

### جایزه گلدن گلوب
1. برنده Best Dramatic Motion Picture
2. برنده Special Award for Best Non-Professional Acting - هارولد راسل

### جایزه بفتا
1. BAFTA Award for Best Film from any Source